# Unknown Chaplin
Unknown Chaplin é uma aclamada série de documentários britânicos de três partes de 1983 sobre a carreira e os métodos da luminária de filmes mudos Charlie Chaplin, usando filmes inéditos para ilustração. A série consiste em três episódios, com o título My Happiest Years, The Great Director e Hidden Treasures.
O filme foi dirigido e escrito pelos historiadores Kevin Brownlow e David Gill. Eles receberam acesso a material invisível do arquivo de filmes particulares de Chaplin por sua viúva Oona O'Neil Chaplin. O episódio um da série também foi baseado em um grande número de ataques piratas do período da Mutual Film Corporation da carreira de Chaplin (1916-1917), disponibilizado pelo colecionador Raymond Rohauer. O documentário também inclui entrevistas com a segunda esposa de Chaplin, Lita Gray, seu filho Sydney Chaplin e suas co-estrelas sobreviventes Jackie Coogan, Dean Riesner, Georgia Hale e Virginia Cherrill .
A série oferece uma visão incomparável dos métodos de trabalho e das técnicas de produção de filmes de Chaplin. Em particular, os ataques Mutual (que Chaplin ordenou que foram destruídos devido ao conteúdo inadequado para a época) mostram sua abordagem meticulosa ao desenvolvimento de idéias cômicas e dramáticas no cinema, examinadas no que o diretor Brownlow descreveu como uma "arqueologia do cinema". Também são mostradas pela primeira vez cenas completas que Chaplin cortou de seus filmes clássicos The Circus, City Lights e Modern Times e uma sequência enigmática de um filme abandonado intitulado The Professor from 1919. O programa também inclui imagens de Georgia Hale como a menina das flores em City Lights durante um período em que Chaplin demitiu Cherrill, e raros filmes caseiros de Chaplin, incluindo um notável filme privado nos bastidores dele trabalhando no City Lights.
A série exibe várias cenas de Chaplin rindo ou ficando com raiva quando as cenas dão errado. Edna Purviance riu sem intenção em vários clipes, e em um ela faz uma piada com outra atriz durante as filmagens. Uma compilação de tomadas alternativas ilustra como Chaplin desenvolveu lentamente a história de O Imigrante.
O filme foi narrado por James Mason, e a música original foi gravada e conduzida por Carl Davis. A PBS distribuiu a série nos Estados Unidos em 1986 como parte da série American Masters. No lançamento da série em DVD em 2005, Brownlow relata alguns dos antecedentes de Unknown Chaplin. Em 2010, Brownlow publicou um livro sobre a realização do documentário intitulado The Search for Charlie Chaplin.